# Okoumé (groupe)
Pour les articles homonymes, voir Okoumé.
Okoumé (1995-2002) était un  groupe de musique québécois. Il était formé de Jonathan Painchaud, Éloi Painchaud, Hugo Perreault, Michel Duguay, Éric Gosselin, Frédéric Lebrasseur (en 1995) et Patrice Painchaud (participation occasionnelle).

## Historique
Le groupe s'est formé à Québec en 1995. Il comprend les frères Jonathan et Éloi Painchaud, originaires des Îles de la Madeleine, Michel Duguay, Hugo Perreault et Éric Gosselin. Ils remportent le premier prix au concours Pro-Scène, qui consiste en cent heures en studio d'enregistrement. Ils font également la première partie de Kevin Parent.
La formation lance son premier album, intitulé Okoumé, le 9 juin 1997. Quatre extraits de l'album, Dis-moi pas ça, La lune pleure, Le bruit des origines et La mer à boire, se classent dans le top 10 radiophonique,.
Le groupe sort un deuxième album, Plan B, en 2000. L'album ne soulève pas les foules et le groupe décide de se séparer en 2002,.
Le groupe a réalisé un spectacle de réunion en 2014 à Montreal dans le cadre du festival Coup de cœur francophone.

## Discographie

### Okoumé(1997)
1. Le bruit des origines
2. Dis-moi pas ça
3. À l'enfant que j'aurai
4. La mer à boire
5. La lune pleure
6. Europe
7. Mes idées courent
8. Mr.Bigshot
9. Reste
10. La belle et l'Anglais
11. Assassin
12. Nostradamus

### Plan B(2000)
1. Irresponsable
2. Descendons tous à la rue
3. Son rire
4. Cheval de fer
5. Vendre mon âme
6. De la terre à la lune
7. Expert canin
8. Western spaghetti
9. Un homme de mon temps
10. Sans pardon
11. La pluie qui tombe
12. Les magiciens
13. Rien me tracasse

## Prix et nominations
- 1998 : nommé dans les catégories Album de l'année - Rock, Groupe de l'année et Révélation de l'année des prix Félix remis par l'ADISQ.